# Bogdan Ząbek
Bohdan Ząbek. Urodzony 9 listopada 1955 r. w Legnicy. Artysta grafik. Studia odbył na Wydziale Prawa i Administracji Uniwersytetu Wrocławskiego. Obecnie pracuje na stanowisku kolejarza biurowego. Twórczością plastyczną zajmował się amatorsko. W tym kierunku kształcił się pod okiem Janusza Halickiego i Andrzeja Żarnowieckiego w Państwowym Ognisku Kultury Plastycznej we Wrocławiu. W latach 1983 – 2000 był członkiem ZPAP. Od około 1975 r. był członkiem Grupy „RYS”.
Pierwszy ekslibris wykonał w 1978 r. Po dziesięciu latach pracy twórczej zrealizował ostatni znak książkowy (ok. 1988) i do pracy twórczej już nigdy nie powrócił. Tworzył wyłącznie w linorycie. W sumie wykonał 10 ekslibrisów. 
Od 1980 r. bierze udział w licznych wystawach grafiki. Swoje ekslibrisy pokazywał w ramach wystawy „Ekslibris Wrocławski” (1980), na XX Międzynarodowym Kongresie Ekslibrisu w Weimarze (1984), XXI Kongresie w Utrechcie (1986), na Biennale Ekslibrisu w Ostrowie Wielkopolskim (1991), Inter Exlibris we Frederikshavn (1988) oraz na wystawach Grupy „RYS”. pozostałe prac prezentował z kolei na wystawach grafiki i rysunku o tematyce religijnej i sakralnej w Warszawie (1983), Białymstoku (1985), Katowicach (1986), brał udział w konkursach graficznych w Łodzi (co roku w latach 1985–1989), Frederikshavn (1986), Katowicach (1986), St. Lucas (1987), Olsztynie (1987), Poznaniu (1987, 1988), Jeleniej Górze (1989), we Wrocławiu (1990), w Winterthur (1994). Od 2004 roku bierze udział w corocznych Ogólnopolskich Prezentacjach Artystycznych Kolejarzy odbywających się w Domu kultury Kolejarza w Krakowie. Miał też jedną wystawę indywidualną – w Rzeszowie (1985). Bohdan Ząbek otrzymał za swoją twórczość także wyróżnienia: w VIII i IX Ogólnopolskim Konkursie Otwartym na Grafikę w Łodzi (1984 – III nagroda i 1986 - wyróżnienie) oraz w VII Ogólnopolskim Konkursie Graficznym im. Józefa Gielniaka w Jeleniej Górze (1989). 